# Campionat de França de rugbi Pro D2 2011-2012
El Campionat de França de rugbi Pro D2 2011-2012 on el vigent campió és el LOU que està jugant al Top-14 aquest any, s'inicià el 3 de setembre del 2011. Acabà el 27 de maig del 2012. L'FC Grenoble guanyà el campionat i va ser promogut al Top 14. L'Stade montois va guanyar la final d'ascens en el si de l'elit del rugbi.

## Resultats
| Clubs                    | PARC    | SCA     | FCAA    | SACA    | ASBH    | CSBJ    | USC     | USDR    | FCG     | ASR     | SM      | RCNM    | USO     | SP      | CAPD    | TPR     |
| ------------------------ | ------- | ------- | ------- | ------- | ------- | ------- | ------- | ------- | ------- | ------- | ------- | ------- | ------- | ------- | ------- | ------- |
| Pays d'Aix Rugby Club    |         | 35 – 27 | 33 – 23 | 18 – 18 | 20 – 13 | 23 – 25 | 22 – 26 | 29 – 36 | 17 – 15 | 31 – 17 | 24 – 16 | 29 – 36 | 39 – 17 | 27 – 9  | 19 – 8  | 39 – 32 |
| SC Albi                  | 19 – 16 |         | 14 – 12 | 23 – 10 | 34 – 6  | 41 – 17 | 10 – 13 | 33 – 9  | 19 – 18 | 31 – 15 | 14 – 15 | 35 – 22 | 25 – 3  | 25 – 6  | 27 – 9  | 35 – 29 |
| FC Auscitain Armagnac    | 28 – 10 | 15 – 9  |         | 20 – 19 | 21 – 13 | 25 – 15 | 15 – 10 | 6 – 24  | 6 – 13  | 21 – 25 | 15 – 9  | 14 – 12 | 39 – 17 | 14 – 17 | 25 – 22 | 25 – 22 |
| Stade aurillacois        | 19 – 28 | 32 – 25 | 20 – 21 |         | 19 – 13 | 36 – 10 | 20 – 15 | 26 – 14 | 6 – 6   | 35 – 14 | 26 – 12 | 18 – 3  | 18 – 9  | 18 – 19 | 15 – 9  | 37 – 18 |
| AS Béziers Hérault       | 18 – 16 | 18 – 15 | 23 – 6  | 28 – 20 |         | 18 – 11 | 13 – 18 | 6 – 15  | 11 – 16 | 26 – 34 | 19 – 11 | 27 – 21 | 13 – 35 | 20 – 30 | 21 – 13 | 10 – 15 |
| CS Bourgoin-Jallieu      | 13 – 19 | 47 – 18 | 25 – 10 | 29 – 15 | 9 – 3   |         | 33 – 30 | 27 – 12 | 23 – 29 | 18 – 21 | 20 – 13 | 23 – 20 | 24 – 23 | 21 – 26 | 23 – 16 | 21 – 9  |
| U S Carcassonnaise       | 24 – 20 | 25 – 19 | 22 – 18 | 28 – 21 | 47 – 45 | 18 – 25 |         | 34 – 20 | 16 – 43 | 28 – 16 | 25 – 30 | 6 – 12  | 21 – 19 | 34 – 16 | 24 – 20 | 27 – 21 |
| US Dax Rugby             | 25 – 18 | 15 – 9  | 18 – 18 | 24 – 19 | 23 – 11 | 25 – 12 | 23 – 23 |         | 21 – 6  | 12 – 6  | 20 – 13 | 21 – 16 | 34 – 18 | 27 – 19 | 24 – 15 | 22 – 13 |
| FC Grenoble              | 39 – 9  | 55 – 10 | 42 – 3  | 27 – 13 | 47 – 15 | 30 – 13 | 17 – 12 | 18 – 16 |         | 35 – 3  | 22 – 16 | 32 – 26 | 24 – 9  | 24 – 18 | 34 – 6  | 21 – 3  |
| Stade rochelais          | 34 – 3  | 25 – 6  | 34 – 25 | 26 – 16 | 22 – 3  | 33 – 19 | 22 – 9  | 21 – 13 | 18 – 16 |         | 24 – 15 | 54 – 10 | 26 – 16 | 13 – 6  | 23 – 17 | 41 – 7  |
| Stade montois            | 9 – 6   | 24 – 3  | 8 – 3   | 40 – 3  | 16 – 6  | 27 – 22 | 20 – 15 | 15 – 6  | 12 – 16 | 22 – 13 |         | 28 – 18 | 43 – 0  | 27 – 16 | 26 – 0  | 19 – 16 |
| RC Narbonne Méditerranée | 16 – 9  | 32 – 25 | 9 – 12  | 29 – 12 | 20 – 13 | 39 – 32 | 12 – 14 | 18 – 22 | 12 – 40 | 28 – 22 | 9 – 13  |         | 24 – 20 | 15 – 6  | 21 – 19 | 29 – 14 |
| US Oyonnax               | 31 – 19 | 18 – 19 | 15 – 13 | 29 – 12 | 43 – 19 | 25 – 12 | 13 – 13 | 18 – 22 | 23 – 6  | 25 – 18 | 34 – 12 | 22 – 16 |         | 26 – 0  | 43 – 7  | 13 – 9  |
| Section Paloise          | 31 – 22 | 37 – 14 | 16 – 3  | 40 – 20 | 25 – 16 | 26 – 10 | 28 – 18 | 9 – 9   | 18 – 16 | 17 – 12 | 24 – 15 | 32 – 3  | 28 – 12 |         | 26 – 14 | 28 – 27 |
| CA Périgueux Dordogne    | 39 – 38 | 33 – 27 | 9 – 11  | 22 – 15 | 33 – 26 | 18 – 25 | 3 – 39  | 23 – 18 | 9 – 11  | 32 – 20 | 19 – 27 | 21 – 9  | 13 – 20 | 16 – 22 |         | 21 – 22 |
| Tarbes Pyrénées Rugby    | 22 – 20 | 22 – 19 | 32 – 22 | 11 – 12 | 18 – 26 | 23 – 16 | 16 – 25 | 23 – 16 | 15 – 9  | 21 – 15 | 15 – 16 | 19 – 12 | 17 – 6  | 18 – 17 | 32 – 26 |         |

## Classificació
| Classificació general de la Pro D2 | Classificació general de la Pro D2 | Classificació general de la Pro D2 | Classificació general de la Pro D2 | Classificació general de la Pro D2 | Classificació general de la Pro D2 | Classificació general de la Pro D2 | Classificació general de la Pro D2 | Classificació general de la Pro D2 | Classificació general de la Pro D2 | Classificació general de la Pro D2 |
| Class.                             | Clubs                              | Pts                                | J                                  | G                                  | E                                  | P                                  | B                                  | pf                                 | pc                                 | +-                                 |
| ---------------------------------- | ---------------------------------- | ---------------------------------- | ---------------------------------- | ---------------------------------- | ---------------------------------- | ---------------------------------- | ---------------------------------- | ---------------------------------- | ---------------------------------- | ---------------------------------- |
| 1.                                 | FC Grenoble                        | 105                                | 30                                 | 22                                 | 1                                  | 7                                  | 15                                 | 727                                | 398                                | 329                                |
| 2.                                 | Section Paloise                    | 87                                 | 30                                 | 19                                 | 1                                  | 10                                 | 9                                  | 602                                | 536                                | 66                                 |
| 3.                                 | Stade montois                      | 84                                 | 30                                 | 19                                 | 0                                  | 11                                 | 8                                  | 569                                | 453                                | 116                                |
| 4.                                 | US Dax Rugby                       | 84                                 | 30                                 | 18                                 | 3                                  | 9                                  | 6                                  | 593                                | 508                                | 85                                 |
| 5.                                 | Stade rochelais                    | 81                                 | 30                                 | 18                                 | 0                                  | 12                                 | 9                                  | 668                                | 563                                | 105                                |
| 6.                                 | U S Carcassonnaise                 | 81                                 | 30                                 | 17                                 | 2                                  | 11                                 | 9                                  | 659                                | 616                                | 43                                 |
| 7.                                 | SC Albi                            | 72                                 | 30                                 | 14                                 | 0                                  | 16                                 | 16                                 | 630                                | 633                                | -3                                 |
| 8.                                 | US Oyonnax                         | 69                                 | 30                                 | 14                                 | 1                                  | 15                                 | 11                                 | 594                                | 589                                | 5                                  |
| 9.                                 | CS Bourgoin-Jallieu                | 66                                 | 30                                 | 14                                 | 0                                  | 16                                 | 10                                 | 620                                | 674                                | -54                                |
| 10.                                | FC Auscitain Armagnac              | 65                                 | 30                                 | 14                                 | 1                                  | 15                                 | 7                                  | 489                                | 557                                | -68                                |
| 11.                                | Pays d'Aix Rugby Club              | 63                                 | 30                                 | 12                                 | 1                                  | 17                                 | 13                                 | 658                                | 682                                | -24                                |
| 12.                                | Tarbes Pyrénées Rugby              | 61                                 | 30                                 | 13                                 | 0                                  | 17                                 | 9                                  | 561                                | 646                                | -85                                |
| 13.                                | Stade aurillacois                  | 60                                 | 30                                 | 12                                 | 2                                  | 16                                 | 8                                  | 570                                | 610                                | -40                                |
| 14.                                | RC Narbonne Méditerranée           | 59                                 | 30                                 | 12                                 | 0                                  | 18                                 | 11                                 | 550                                | 654                                | -104                               |
| 15.                                | AS Béziers Hérault                 | 46                                 | 30                                 | 9                                  | 0                                  | 21                                 | 10                                 | 499                                | 673                                | -174                               |
| 16.                                | CA Périgueux Dordogne              | 41                                 | 30                                 | 7                                  | 0                                  | 23                                 | 13                                 | 516                                | 713                                | -197                               |

## Lliguetes d'ascens
| Semifinals      | Semifinals | Semifinals      |
| --------------- | ---------- | --------------- |
| Section Paloise | 16 – 14    | Stade rochelais |
| Stade Montois   | 24 – 20    | US Dax Rugby    |

| Final           | Final   | Final         |
| --------------- | ------- | ------------- |
| Section Paloise | 20 – 29 | Stade Montois |

| Promogut      |
| ------------- |
| Stade Montois |